# Toeloop
Toeloop är ett av de första hopp man lär sig i konståkning. Det kan utföras som enkelhopp, dubbel, trippel eller kvadrupelhopp. Hoppets namn kommer från att det är som hoppet ögel (loop på engelska), men skillnaden är att man sätter i frifotens tagg i upphoppet.

## Beskrivning av de olika stegen i hoppet
1. Upphopp från bakåt ytterskär med hjälp av tåisättning av motsatt fot
2. Rotation 1, 2, 3 eller 4 varv
3. Landning på bakåt ytterskär